# Creniola laticauda
Creniola laticauda är en kräftdjursart som först beskrevs av Schioedte och Frederik Vilhelm August Meinert 1881.  Creniola laticauda ingår i släktet Creniola och familjen Cymothoidae. Inga underarter finns listade i Catalogue of Life.